# Japan Cup 2015 (ciclismo)
La Japan Cup 2015, ventiquattresima edizione della corsa in linea nipponica, categoria 1.HC, si svolse il 18 ottobre 2015. Fu vinta dall'olandese Bauke Mollema che regolò in una volata a tre Diego Ulissi e Yukiya Arashiro.
Con una distanza percorsa di 144,2 km si trattò della edizione più breve della storia della più importante gara ciclistica del Giappone.

## Ordine d'arrivo (Top 10)
| Pos. | Corridore       | Squadra         | Tempo    |
| ---- | --------------- | --------------- | -------- |
| 1    | Bauke Mollema   | Trek Factory    | 3h53'40" |
| 2    | Diego Ulissi    | Lampre-Merida   | s.t.     |
| 3    | Yukiya Arashiro | Team Europcar   | s.t.     |
| 4    | Floris Gerts    | BMC             | s.t.     |
| 5    | Jan Polanc      | Lampre-Merida   | a 11"    |
| 6    | Matej Mohorič   | Cannondale      | a 16"    |
| 7    | Sebastián Henao | Team Sky        | a 22"    |
| 8    | Benjamín Prades | Matrix Powertag | a 44"    |
| 9    | Ben Swift       | Team Sky        | a 1'22"  |
| 10   | Yusuke Hatanaka | Team Ukyo       | a 1'54"  |